# Bobby il cucciolo di Edimburgo
Bobby il cucciolo di Edimburgo (Greyfriars Bobby) è un film del 1961, diretto da Don Chaffey, tratto dalla storia vera del cane chiamato Greyfriars Bobby, tramite la versione romanzata di Eleanor Atkinson.
Il film è sulla falsariga de Il ritorno di Lassie, tanto che viene dallo stesso soggetto e Crisp è ancora tra gli interpreti principali.

## Trama
Un piccolo Skye terrier chiamato Bobby è il cucciolo di un fattore scozzese e di sua moglie. Il cane però è affezionato ad un pastore mercenario della fattoria di nome John Gray, ma che tutti conoscono con l'appellativo di Vecchio Jock. Quando la fattoria affronta un periodo economico difficile, il Vecchio Jock viene licenziato, e viene accompagnato dal fattore fino ad Edimburgo, dove gli dice, cercando di rincuorare il fattore triste di doverlo mandare via, che non dovrà avere problemi a trovare un nuovo impiego. Bobby, che per la prima volta in tanti anni viene lasciato a casa dal pastore col quale passa la maggior parte del tempo, fugge dalla fattoria e percorrendo più di 20 miglia segue le tracce del Vecchio Jock fino in città.
Il pastore, anziano ed ammalato di polmonite, muore in una sudicia e squallida bettola, ricovero notturno di fortuna per quelle povere anime in grado di pagare qualcosa per avere una tavola di legno su cui dormire ed una candela consunta, ma con almeno la sicurezza di un tetto (pericolante) sulla testa. Con i soldi trovati in tasca al Vecchio Jock vengono pagati il funerale e la tumulazione nel Greyfriars Kirkyard, il prestigioso cimitero circostante Greyfriars Kirk nel quale venivano sepolte le persone più facoltose e famose, nella città vecchia di Edimburgo. Bobby, addolorato dalla perdita di colui che per anni è stato il suo "vero" padrone, scorta il corteo funebre ed ogni notte torna a dormire sulla sepoltura del Vecchio Jock.
Contro i desideri di sua moglie, il custode del cimitero James Brown prova a scacciare Bobby, il quale però riesce sempre a trovare il modo di tornare alla tomba del pastore, spesso da solo, a volte aiutato da cittadini e bambini del poverissimo quartiere, che il cucciolo riesce a far affezionare a sé con semplicità. Mr. Brown compete per l'affetto del cane con Mr. Traill, il proprietario di un ristorante sito proprio vicino al cimitero, nel quale il Vecchio Jock e Bobby pranzavano ogni volta che si recavano in città per il mercato. Brown sostiene che Traill deve pagare la tassa sul possesso dei cani (che in quel periodo doveva versare chi offriva asilo ad un cane, pari a 7 scellini, al tempo una somma di denaro ingente), ma il locandiere si rifiuta per principio, ammettendo di essere responsabile di sfamare regolarmente il cucciolo, ma di non esserne il padrone e di non offrirgli riparo in quanto il cane dorme nel cimitero.
La sorte di Bobby dipende solo dalla sentenza pronunciata dal Lord Provost (Giudice Supremo) di Edimburgo, considerando che, senza licenza e senza qualcuno che si fosse preso la responsabilità delle sue azioni, il cucciolo sarebbe stato soppresso. I bambini poveri di Edimburgo, scoperta grazie ad un coetaneo la reale situazione di Bobby e di Mr. Traill, si adoperano chiedendo un contributo economico per le strade agli altri bambini ed ai cittadini del quartiere, che sommato ai loro miseri risparmi, gli permetta di pagare la tassa del cane. Nessuno si rifiuta di contribuire ed alla fine Bobby viene dichiarato "cittadino onorario" di Edimburgo, con tanto di collare e piastrina identificativa, ed adottato dalla popolazione della città.

## Produzione
Il film fu girato agli Shepperton Studios e in esterni in Scozia.

## Distribuzione
Il film uscì nelle sale cinematografiche degli Stati Uniti il 17 luglio 1961. In anni più recenti è stato distribuito in DVD  ed è attualmente (2022) disponibile per lo streaming su Disney+.

## Critica
La rivista Variety commentò, "Bobby il cucciolo di Edimburgo si propone di commuovere e lo fa al suo meglio. Il personaggio centrale è un piccolo Skye terrier, e questo piccolo animale intrigante è pressoché irresistibile [...] Addestrato con pazienza e intelligenza, Bobby si dimostra una vera star e gli esseri umani, sapendo che non hanno la minima possibilità di rubargli la scena, si accontentano saggiamente di fargli il controcanto. Cionondimeno, ci sono alcuni pezzi di bravura attoriale molto efficaci, specialmente da parte d'interpreti scozzesi. Laurence Naismith dà un'interpretazione forte e gradevole come il gentile proprietario della trattoria che prende Bobby sotto la sua tutela".

## Opere derivate
Un adattamento a fumetti fu pubblicato sul numero 1189 del 1961 della testata Four Color Comics della Dell.